# Cataglyphis cursor
Cataglyphis cursor es una especie de hormiga del género Cataglyphis, familia Formicidae. Fue descrita científicamente por Fonscolombe en 1846.
Se distribuye por Turquía y Francia. Se ha encontrado a elevaciones de hasta 600 metros. Vive en nidos, forraje y zonas áridas.